# Carambole

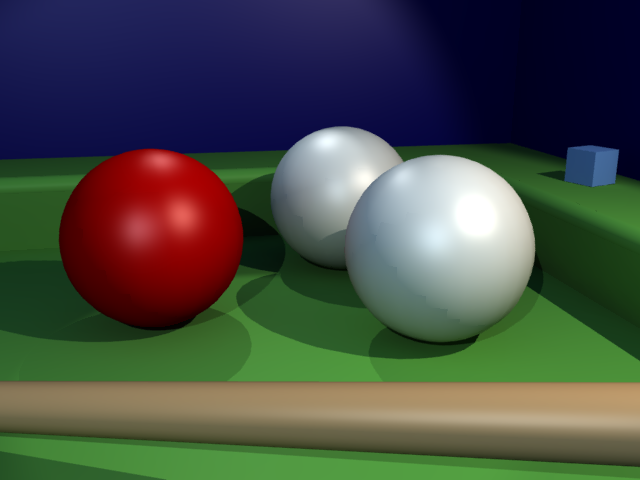
Biljartballen met keu

Carambolebiljart is een vorm van biljart. Het is de vorm die in het Nederlands meestal met de term 'biljart' wordt aangeduid. Andere varianten zijn het vooral Britse snooker en het oorspronkelijk Amerikaanse poolbiljart. De terminologie van het carambolebiljart is Frans; 'carambole' staat voor een 'punt'. Een carambole wordt gemaakt door met de speelbal de twee andere ballen te raken.

## Materiaal

### Biljartballen
Het carambole-biljartspel wordt gespeeld met drie ballen (oorspronkelijk van hout, sinds 1800 van ivoor, nu uitsluitend synthetisch vervaardigd). Twee van de ballen zijn wit, de derde is rood. Om tussen de twee witte ballen een onderscheid te maken, is een van de twee gemarkeerd met twee tegenoverliggende zwarte stippen of zwarte of rode cirkeltjes, of is één bal volledig geel gekleurd. De middellijn van de ballen is ongeveer 61,5 mm, het gewicht ligt tussen 205 en 220 gram en de ballen mogen onderling niet meer dan 1 gram in gewicht verschillen. Bovendien moet het materiaal homogeen zijn. De meest gebruikte ballen op officiële wedstrijden zijn van het Belgische merk Aramith. Bij driebanden wordt de laatste tijd vaak gebruikgemaakt van 'spotted balls'. Op de gele en de witte bal zijn 6 dikke rode stippen aangebracht om het 'spektakel voor het publiek' te vergroten.

### Biljarttafel

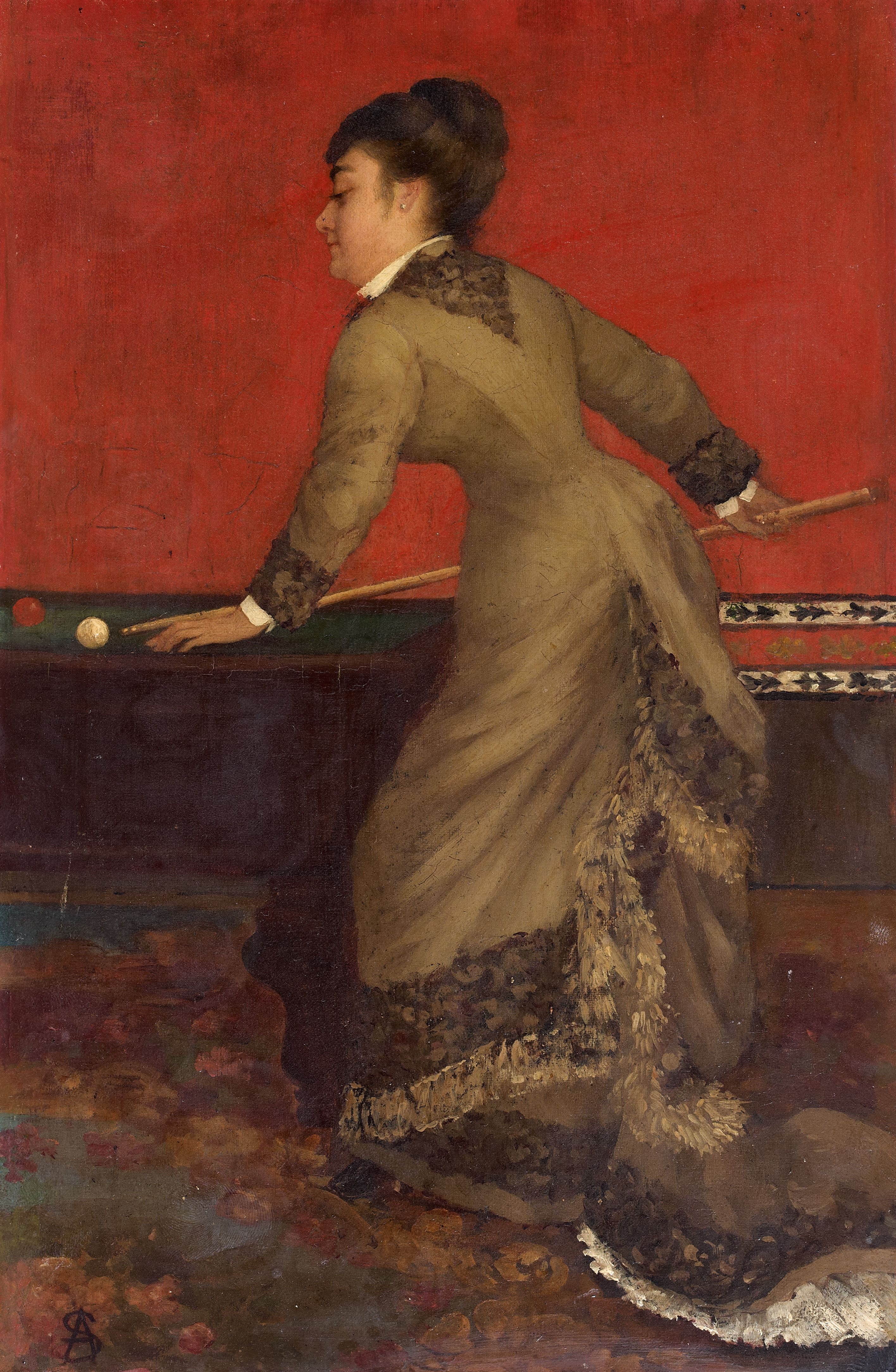
Elégante au billard, Alfred Stevens

De biljarttafel is rechthoekig en het speelvlak is tweemaal zo lang als breed. Het 'match-biljart' ('grote tafel' of 'wedstrijdbiljart') meet 2,845 bij 1,4225 meter. Er bestaan ook kleinere versies: een met een formaat van 2,30 bij 1,15 meter (ook wel 'kleine tafel' genoemd) en er bestaat een tussenformaat van 2,55 bij 1,275 meter (ook wel 'halve match' genoemd). Een andere variant van de kleine tafel heeft een formaat van ongeveer 2,10 bij 1,05 m. Langs de opstaande rand van de tafel is een rubberen stootrand aangebracht, de 'band', met een hoogte van 36 à 37 mm. De bovenkant van de band bevindt zich op 75 à 80 cm van de vloer. Zowel band als tafeloppervlak is bekleed met biljartlaken – een kamgaren uit 90% wol en 10% nylon. Het tafelblad is gemaakt van natuursteen, meestal leisteen. De leiplaat bestaat soms uit één, maar vaker uit twee of drie delen; de dikte is bij de grote tafels 50 of 60 mm. De leiplaat wordt elektrisch verwarmd om het door het laken (maar ook het enigszins poreuze lei) opgenomen vocht te verdrijven, en zodoende de ballen minder rolweerstand te doen ondervinden.

### Keu
Een keu (stootstok) meet gewoonlijk 140 cm en heeft aan het uiteinde een verstevigde stootdop, de zogenaamde pomerans, meestal van leer gemaakt. De lengte van de keu is maximaal 150 cm. Het gewicht van de keu is niet reglementair vastgelegd, evenmin als de doorsnee van de pomerans. Voor de seriespelen zoals libre, bandstoten of kaderspel wordt een wat lichtere keu gekozen met een smalle pomerans, een typisch gewicht is 480 g, en de diameter van de pomerans 11 mm. Voor driebanden verkiezen de spelers vaak een wat zwaardere keu en een iets bredere pomerans, een typisch gewicht is 510 g met een pomeransdiameter van 12 mm. Bij het kunststoten hebben spelers zelfs een hele set keus bij zich, van diverse lengtes en gewichten en pomeransdiameters.

## Regels en spelsoorten
De bedoeling van het spel is zo veel mogelijk caramboles te maken, dat wil zeggen dat de speelbal beide andere ballen geraakt heeft. Elke speler heeft een eigen (witte of gele) speelbal. Als een speler een carambole maakt mag hij of zij nog een keer stoten, anders gaat de beurt naar de tegenstander. Wie het eerst het voorgeschreven aantal caramboles behaalt heeft gewonnen, met dien verstande dat beiden een gelijk aantal speelbeurten moeten hebben gehad.
Het spel begint met de acquitstoot, waarbij de ballen op voorgeschreven posities zijn geplaatst en waarbij het punt verplicht via de rode bal gemaakt moet worden. Wie begint kan op allerlei manieren worden bepaald. Een gebruikelijke manier is om beide spelers tegelijk hun bal over de volle lengte van het biljart heen en weer te laten spelen, waarbij het er om gaat dat de bal zo dicht mogelijk bij de korte band stil komt te liggen. Degene die daar het best in slaagt mag zeggen of hij of zij zelf de acquitstoot gaat doen of dat de ander moet beginnen.
Als in de partij degene die begonnen is als eerste het vereiste aantal caramboles behaalt, krijgt de ander nog een nabeurt (de gelijkmakende beurt). Bij de nabeurt wordt weer van acquit gegaan.

### Libre of vrijspel
De eenvoudigste spelsoort is het 'libre' of 'vrijspel'. Er zijn geen restricties, de bedoeling is slechts om met de speelbal beide andere ballen te raken. In de negentiende eeuw vonden de topspelers al gauw een manier om zeer grote series te maken, de 'Série Américaine'. Het is een manier van spelen waarbij de aan te spelen ballen dicht bij de band komen te liggen en waarbij bij elke stoot de ballen maar een paar centimeter opschuiven. Zo kan de hele band langs gewandeld worden en zelfs wordt het mogelijk om de aan te spelen ballen vast in de hoek te leggen.
Is dit laatste het geval, dan kunnen in hoog tempo honderden of duizenden punten gemaakt worden en om dat te voorkomen mag in de hoek niet meer alles (waarmee het spel niet langer 'vrij' is). In de hoek wordt met een dunne krijtlijn een driehoek afgetekend waarbinnen restricties gelden: liggen beide te raken ballen in de driehoek dan mag gewoon een punt gemaakt worden, maar liggen ze dan nog beide in de driehoek dan moet bij het volgende punt een van de ballen de driehoek verlaten. Die bal mag overigens wel weer in de driehoek terugkeren. Op de grote tafel is de driehoek ongelijkbenig met zijden die de lengte hebben die een kwart bedraagt van de lengte van de korte en de lange band (dus ongeveer 71 en 36 centimeter) en op de kleine tafel gelijkbenig met twee zijden van 17 centimeter, of in de hogere klassen die op klein biljart spelen een kwart van de bandlengte (ongeveer 57 en 29 cm), de grote hoek genoemd. In België wordt er steeds met een grote hoek gespeeld op klein biljart.
Werden in de negentiende eeuw partijen van 2500 caramboles niet geschuwd, later was de lengte van een partij 'slechts' 500 punten. Toch gebeurde het bij grote kampioenschappen vaak dat alle deelnemers wel een of meer partijen in één beurt uitspeelden. Ook remises (gelijk spel) van één beurt kwamen geregeld voor, dan speelde de beginspeler de partij direct uit, waarna in de nabeurt ook de tweede speler alle 500 punten achter elkaar maakte. Tegenwoordig is in Nederland en België de partijlengte voor de beste spelers 400 caramboles, maar in de lagere klassen ligt dit aantal lager. In de laagste klasse bedraagt het bijvoorbeeld slechts 30 caramboles, waar men een beurt of 40 voor nodig heeft.

### Kaderspelen
Om het maken van grote series in het libre - die slechts voor de kenners interessant zijn om te bekijken - te bemoeilijken werden lijnen getrokken evenwijdig aan de banden. Zo ontstonden in de hoeken vierkante kaders/vakken en langs de randen langwerpige kaders. Kwamen de aan te spelen ballen beide binnen de lijn te liggen dan moest, afhankelijk van de spelsoort, bij de eerste, tweede of derde carambole een van die ballen het vak verlaten; in het middenveld mocht gewoon gespeeld worden. Ook dit bleek spoedig een te gemakkelijk spel en de regels werden wat stringenter. Allerlei indelingen van het speelvlak zijn geprobeerd, zelfs met lijnen niet evenwijdig aan een band.
Tegenwoordig zijn drie soorten kaderspel nog in gebruik, op de grote tafel zijn dat 47/2, 71/2 en 47/1. Daarbij geeft 47 of 71 de grootte van de kaders aan (47 is een derde van de lengte van de korte band, 71 de helft van de korte band) en met /2 of /1 wordt aangegeven hoeveel caramboles gemaakt mogen worden met beide ballen binnen het kader (driestootskader bestaat niet meer). 
Op de kleine tafel (2,30 m) worden de volgende soorten nog in competitie gespeeld: 38/2, 57/2 en bij uitzondering 57/1.
Na de tweede respectievelijk eerste carambole moet een van de aan te spelen ballen het kader verlaten, maar mag er wel in terugkeren. Ook in het middenvak gelden dezelfde regels, deze restrictie noemt men 'integraal'. De moeilijkheidsgraad van de verschillende kaderspelen valt af te lezen aan wat zowel in Nederland als in België in de ereklasse de partijlengtes zijn: bij 47/2 gaat het om 300 caramboles, bij 71/2 om 250 en bij 47/1 om 200 caramboles. De partijen zijn tegenwoordig wat korter dan ze heel lang geweest zijn. Bij het moeilijke 47/1 bedroeg de partijlengte bij internationale kampioenschappen lange tijd 300 punten; de Nederlander Hans Vultink was de eerste die erin slaagde om ze in één beurt te maken, in 1975 tijdens het wereldkampioenschap.
Waar een kaderlijn bij de band komt is het spel gemakkelijker. Daarom worden daar 'ankers' aangebracht, dat wil zeggen dat er een vierkant wordt getekend met zijden van 17,8 cm. In het anker gelden dezelfde regels als in de kaders: binnen het anker mag maar 2 respectievelijk 1 keer een punt gemaakt worden zonder dat de ballen het anker verlaten – óók als de ballen wel in twee verschillende kaders liggen.
Komen de ballen beide in eenzelfde kader of anker te liggen dan zegt de scheidsrechter 'entrée' ('binnengekomen'). Liggen na de volgende carambole de ballen nog steeds in het vak (bij 47/1 mag dat dus niet), dan zegt de scheidsrechter 'dedans' ('binnen'). Verlaat bij het volgende punt geen van de aan te spelen ballen het vak dan heet de positie 'restée dedans' ('binnen gebleven') en is de speler af. De spelers streven ernaar om de ballen steeds aan beide zijden van een lijn te houden, die positie heet 'à cheval' ('te paard'). Vooral rond de kruising van lijnen zijn er mogelijkheden om grote series te maken. Er wordt dan vaak een 'rappel' ('terugroep') gedaan: een van de aan te spelen ballen gaat dan ongeveer via de lijn naar de band, keert terug en tikt zachtjes de achtergebleven ballen weer in een perfecte positie. Het moeilijkst is een 'lange rappel', waarbij een bal helemaal naar de andere kant van het biljart moet. Genoemde serie van 300 van Vultink bevatte een dergelijke rappel, die dan ook een ovatie uitlokte toen hij op de millimeter slaagde.

### Bandstoten
Bij het bandstoten is er maar één restrictie: voordat de speelbal de laatste bal raakt moet hij minstens eenmaal een band geraakt hebben. Er kunnen behoorlijk grote series gemaakt worden maar een vaste gunstige positie, zoals bij de kaderspelen, is er niet. Na een aantal stoten met subtiel verschuivende ballen, moet weer een andere tamelijk gunstige positie gezocht worden. In Nederland en in België is de partijlengte in de eredivisie 100 caramboles.

### Driebanden
Bij het driebandenspel moet de speelbal minstens drie banden raken vooraleer de derde bal geraakt wordt. De spelers zijn er steeds bedrevener in geworden om ook bij het driebanden aan seriespel te doen, dus om vooruit te denken. Gepoogd wordt van alle drie de ballen baan en snelheid te controleren zodat na een gemaakt punt weer een redelijk te maken positie overblijft. Net als in de andere spelsoorten kan in meer of mindere mate tevens gepoogd worden om zodanig te spelen dat na het mislukken van de stoot een extra moeilijke positie voor de tegenstander overblijft. Dit verdedigende spel heet 'carotte' ('wortel'). Het kan in een kampioenschap heel nuttig zijn, maar het drukt wel de grootte van de eigen series.
De topspelers speelden vroeger een partij over 60 caramboles, tegenwoordig over 50, 40 of 30 punten, afhankelijk van het soort wedstrijd. De hoogste serie staat op naam van Semih Sayginer en bedraagt 31 caramboles. Het hoogste gemiddelde in een partij over 50 caramboles bedraagt 8,333, gespeeld door Eddy Merckx in 2011. In zes beurten was de wedstrijd gedaan: 4, 9, 26 (zijn hoogste ooit), 7, 0 en 4.

### Kunststoten
Het 'kunststoten', 'artistiek biljart' of 'billiard artistique' bestaat uit het uitvoeren van een vast aantal figuren. De ballen worden op voorgeschreven en op het laken gemarkeerde posities geplaatst. Bij sommige figuren wordt ook een kegeltje geplaatst. 
Een speler mag driemaal proberen om de carambole op de voorgeschreven wijze te maken, waarbij het nodig kan zijn dat de speelbal over een andere heenspringt, een bocht maakt, drie keer achter elkaar dezelfde band raakt, over negen banden gaat of achteruitgetrokken wordt na eerst een aanzienlijke lengte voorwaarts afgelegd te hebben. Wordt de carambole gemaakt op de voorgeschreven wijze dan krijgt de speler een bepaald aantal punten, afhankelijk van de moeilijkheidsgraad van de stoot, van heel erg moeilijk tot extreem moeilijk.

### Vijfkegelspel
Het vijfkegelspel wordt op een caramboletafel gespeeld. Officiële competities worden meestal gespeeld op het matchtafelformaat. Naast de gebruikelijke drie ballen worden er ook vijf kleine kegeltjes - één rode en vier witte - op een vaste plaats in het midden van het biljart geplaatst. Elk speler heeft zijn eigen speelbal. Waar het de bedoeling is bij de 'gewone' carambolespelen om caramboles te maken volgens de regels van de betreffende speelwijze, is het bij het vijfkegelspel de bedoeling zo snel mogelijk een vooraf bepaald aantal punten te scoren. Die punten worden bekomen door bijvoorbeeld kegels omver te spelen met een andere bal dan de eigen speelbal, of een carambole te maken, of een casin, een speciaal soort carambole waarbij niet de eigen speelbal de derde bal treft, maar de tweede bal op de derde bal gespeeld wordt. Elk van deze gebeurtenissen heeft zijn eigen puntenwaarde. De tegenstrever kan ook een fout begaan waardoor er strafpunten naar de tegenstrever gaan. Het opmerkelijkste verschil met de gewone carambolespelen is echter dat de spelers om beurten stoten; er worden dus geen series gemaakt. De spelers die echt bedreven zijn in het spel zorgen ervoor dat de tegenstrever niet makkelijk punten kan scoren. Vanaf het sportjaar 2011-2012 wordt deze speelwijze voor het eerst gespeeld in België. In landen zoals Italië, Argentinië en Frankrijk is het spel reeds vele jaren erg populair.

### Overige spelsoorten
Er zijn andere officiële spelsoorten, zoals de vijfkamp, en talloze onofficiële spelsoorten. Een kort spelletje is bijvoorbeeld 'Tien over rood', waarbij altijd eerst de rode bal geraakt moet worden. Wordt de rode bal gemist dan vervallen alle reeds behaalde punten, behalve bij het laatste punt waar een driebandenstoot verplicht is. Verdedigend spel bij 'Tien over rood' komt ook voor, door namelijk te zorgen dat de andere speler niet rechtstreeks op rood kan spelen doordat tussen de speelbal en rood de derde bal komt te liggen.

## Topspelers

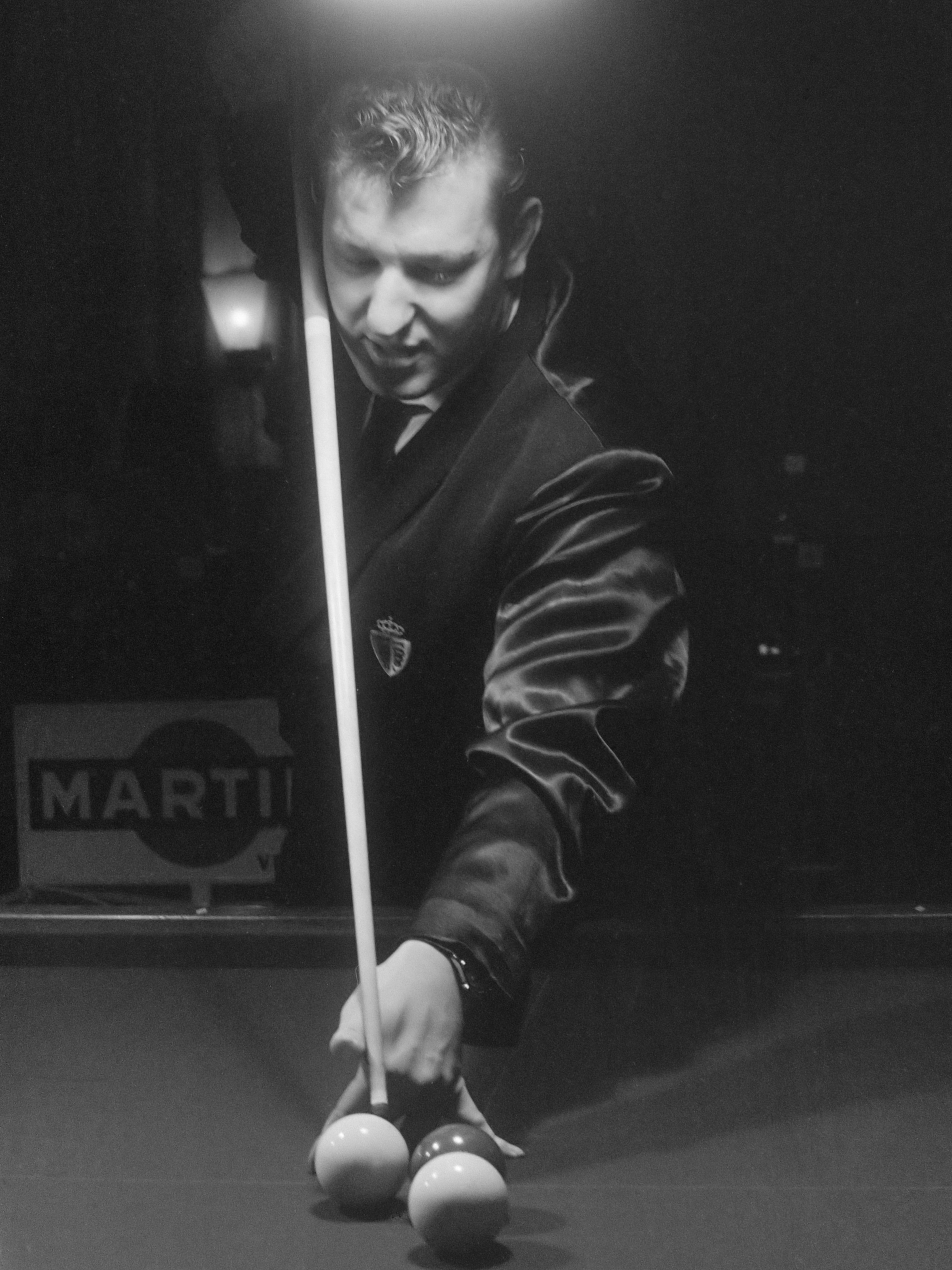
Raymond Ceulemans (1963)

Bekende biljarters met een artikel op Wikipedia zijn:
- Torbjörn Blomdahl (driebanden)
- Rini van Bracht (driebanden)
- Frédéric Caudron (driebanden, bandstoten, kaderspel)
- Raymond Ceulemans (driebanden)
- Ludo Dielis (driebanden, bandstoten)
- Dick Jaspers (driebanden)
- Sander Jonen (kunststoten)
- Therese Klompenhouwer (driebanden)
- Eddy Leppens (driebanden)
- Eddy Merckx (driebanden)
- Michael Nilsson (driebanden)
- Piet van de Pol (kaderspel en driebanden)
- Hans Vultink (kaderspel)
- Martin van Rhee (kunststoten)
- Henk Robijns (driebanden)
- Semih Saygıner (driebanden)
- Raymond Steylaerts (kunststoten)